# Франция на «Евровидении-1997»
Франция принимала участие в сорок втором выпуске телевизионного конкурса Евровидение-1997, который состоялся 3 мая в театре "Пойнт" в Дублине, Ирландия. Страну представляла певица итало-испанского происхождения Фанни Бьяскамано с песней Sentiments songes ("Чувства мечты"), написанной известным французским композитором Жан-Полем Дро. По итогам голосования она заняла седьмое место из 25, набрав 95 баллов. Данный результат позволил Франции пройти квалификацию для участия в конкурсе 1998 года, согласно действовавшему на тот момент времени правилу. Поэтому, Sentiments songes стала предшественницей французской заявки на Евровидение-1998 Où aller в исполнении Мари Лин. Конкурс был показан France 2 с комментариями Оливье Минне. Глашатаями от Франции были Фредерик Феррер и Мари Мириам.

## Предыстория
К моменту своего участия на Евровидении-1997 Франция уже принимала участие в конкурсе 40 раз с момента организации первого выпуска в 1956 году, как одна из семи оригинальных стран. На счету Франции имелось пять побед: в 1958 году с песней Dors, mon amour в исполнении Андре Клаво; в 1960 году с песней Tom Pillibi в исполнении Жаклин Буайе; в 1962 году с песней Un premier amour в исполнении Изабель Обре; в 1969 году в четверной ничье с песней Un jour, un enfant в исполнении Фриды Боккара и в 1977 году с песней L'Oiseau et l'Enfant в исполнении Мари Мириам. Франция не принимала участия только дважды: в 1974 и 1982 годах. На Евровидение-1996 представители Франции Дан ар Браз и группа L’Héritage des Celtes заняли 19-е место с песней Diwanit bugale.

## До «Евровидения»

### Внутренний отбор
Французская телекомпания France Télévisions с 1956 года отвечает за организацию отбора заявки на Евровидение и трансляцию конкурса. С 1988 года вещатель назначает представителей Франции путём внутреннего отбора среди поступающих ему заявок от заинтересованных артистов и авторов песен. Телеканал France 2 в начале 1997 года объявил, что представлять Францию на Евровидение в Дублине будет юная певица итало-испанского происхождения Фанни Бьяскамано с песней Sentiments songes, написанной известным французским композитором Жан-Полем Дро.

## На «Евровидении»
В 1997 году Европейский вещательный союз ввёл правило относительно квалификации стран, согласно которому к участию допускались страна-победительница предыдущего выпуска и те страны, которые имеют высокий средний балл за предыдущие четыре конкурса. Средний балл Франции составил 76,75, что позволило допустить страну к участию. В Дублине Фанни выступала под номером 22, между Данией и Хорватией. Во время исполнения песни Фанни была одета в маленькое чёрное платье с открытыми рукавами. По итогам  голосования она заняла седьмое место из 25, набрав 95 баллов, включая максимальные 12 баллов от Эстонии, Норвегии и Польши. Данный результат позволил Франции пройти квалификацию для участия в конкурсе 1998 года. В 1997 году Европейский вещательный союз ввёл телеголосование для пяти стран-участниц, однако Франция использовала голосование жюри. 12 баллов французское жюри присудило стране-победительнице Великобритании и 0 баллов России. Россия присудила Франции 6 баллов. Режи Дюпре был дирижёром оркестра во время исполнения французской песни.

### Голосование
| Очки      | Страна                                    |
| --------- | ----------------------------------------- |
| 12 баллов | - Норвегия - Польша - Эстония             |
| 10 баллов | - Ирландия - Исландия                     |
| 8 баллов  |                                           |
| 7 баллов  |                                           |
| 6 баллов  | - Португалия - Россия                     |
| 5 баллов  | - Нидерланды                              |
| 4 балла   | - Греция                                  |
| 3 балла   | - Босния и Герцеговина - Кипр - Швейцария |
| 2 балла   | - Венгрия - Словения - Турция - Швеция    |
| 1 балл    | - Дания                                   |

| Очки      | Страна         |
| --------- | -------------- |
| 12 баллов | Великобритания |
| 10 баллов | Ирландия       |
| 8 баллов  | Эстония        |
| 7 баллов  | Словения       |
| 6 баллов  | Турция         |
| 5 баллов  | Венгрия        |
| 4 балла   | Кипр           |
| 3 балла   | Польша         |
| 2 балла   | Испания        |
| 1 балл    | Мальта         |